# Babingtonite
La babingtonite (simbolo IMA: Bab) è un minerale piuttosto raro della classe dei "silicati e germanati". La sua composizione chimica idealizzata è Ca2Fe2+Fe3+[Si5O14OH], cioè è un silicato di calcio-ferro con ioni idrossido aggiuntivi. Strutturalmente, la babingtonite appartiene agli inosilicati.
Poiché la babingtonite forma una serie cristallina mista con la manganbabingtonite (Ca2Mn2+Fe3+[Si5O14OH]), la formula per la babingtonite ricca di ferro è talvolta data anche come Ca2(Fe2+,Mn)Fe3+[Si5O14OH]. Gli elementi ferro bivalente e manganese indicati tra parentesi tonde possono rappresentarsi reciprocamente nella formula, ma sono sempre nello stesso rapporto con gli altri componenti del minerale.

## Etimologia e storia
La babingtonite fu scoperta per la prima volta nelle vicinanze di Arendal nella contea di Aust-Agder, in Norvegia, e descritta nel 1824 da Armand Lévy, che chiamò il minerale in onore del medico e mineralogista britannico William Babington (Porgleton, 1756-Londra, 1833).

## Classificazione
La nona edizione della sistematica minerale di Strunz, valida dal 2001 e utilizzata dall'Associazione Mineralogica Internazionale (IMA) fino al 2009, classifica la babingtonite nella sezione "9.D Inosilicati"; questa è ulteriormente suddivisa in base alla struttura delle catene, in modo che il minerale possa essere trovato nella sottoclasse "9.DK Inosilicati con catene singole di periodo 5" in base alla sua struttura, dove forma il "gruppo della rodonite" con il sistema nº 9.DK.05 insieme ai minerali litiomarsturite, manganbabingtonite, marsturite, nambulite, natronambulite, rodonite, scandiobabingtonite e fowlerite.
Tale classificazione viene mantenuta invariata anche nell'edizione successiva, proseguita dal database "mindat.org" e chiamata Classificazione Strunz-mindat, all'interno della quale, oltre ai minerali già citati, si aggiunge l'allagite.
Anche la sistematica dei minerali secondo Dana, utilizzata principalmente nel mondo anglosassone, classifica la babingtonite nella categoria degli "inosilicati". Anche qui è nel "gruppo della rodonite" con il sistema nº 65.04.01 all'interno della sottosezione "Inosilicati: catene semplici non ramificate, W=1 con catene P=5".

## Abito cristallino
La babingtonite cristallizza nel sistema triclino nel gruppo spaziale P1 (gruppo nº 2) con i parametri del reticolo a = 7,469 Å, b = 12,161 Å, c = 6,675 Å, α = 86,09°, β = 93,94° e γ = 112,21° così come due unità di formula per cella unitaria.

## Proprietà
Davanti al cannello a soffiatura, la babingtonite si scioglie facilmente in una perlina magnetica.

## Caratteristiche chimico-fisiche
- Peso molecolare: 573,05 gm[4]
- Pleocroismo: x:y:z: assente[4]
  - x: verde scuro[5]
  - y: bruno-lilla[5]
  - z: bruno da pallido a scuro[5]
- Indice di fermioni: 0,01[4]
- Indice di bosoni: 0,99[4]
- Fotoelettricità: 8,31 barn/elettrone[4]
- Massima birifrangenza: δ: 0,025[5]
- Dispersione: {\displaystyle r>v} forte[5]

## Origine e giacitura
La babingtonite forma pegmatiti e dioriti idrotermicamente granitiche, ma anche in cavità di rocce vulcaniche mafiche, gneiss e skarn. Si trova spesso in paragenesi con prehnite, ma anche con albite, calcite, epidoto, orneblenda, ortoclasio, quarzo e vari granati e zeoliti.
Essendo una formazione minerale piuttosto rara, la babingtonite può essere abbondante in vari siti, ma nel complesso non è molto comune, motivo per cui sono noti circa 160 siti. Oltre alla sua località tipo, Arendal in Norvegia, il minerale si trovava anche a Konnerud (comune di Drammen) a Buskerud, a Sølsnes, Tafjord e Stranda (contea di Møre og Romsdal), Tiltvika (comune di Hamarøy, contea di Nordland), Framruste (comune di Skjåk, nella contea di Innlandet), Fjaler (contea di Vestland), Oppdal (regione di Trøndelag), Kragerø (contea di Telemark) e Ramnes (comune di Re, contea di Vestfold), tutti in Norvegia.
In Italia è presente, in piccoli cristalli di colore brunastro, nei geodi del granito rosa di Baveno sul Lago Maggiore, oltre che a Crodo e Omegna (tutte in Piemonte); nelle serpentine di Prato in Toscana, ma anche nella Garfagnana e a Fiorenzuola.
Inoltre è stata rinvenuta anche a Frassinoro e Ferriere (Emilia Romagna); a Chiesa in Valmalenco (Lombardia); in diversi siti della Sardegna tra cui Assemini e Calangianus.
In Germania, la babingtonite è stata trovata nella cava "Artenberg" vicino a Steinach (circondario dell'Ortenau) e vicino a Malsburg-Marzell (circondario di Lörrach) nel Baden-Württemberg, nelle cave di granodiorite vicino a Stützersdorf (comune di Tittling) in Baviera, vicino a Niederscheld e Bornberg Seelbach (Herborn) in Assia, nella cava di andesite vicino a Kreimbach-Kaulbach in Renania-Palatinato e nella cava di Nesselgrund vicino a Schnellbach (comune di Floh-Seligenthal) in Turingia.
In Austria, il minerale è stato trovato nella Seebachtal nel gruppo dell'Ankogel e sul Großer Speikkogel nella Koralpe in Carinzia, nonché sul Krummer See vicino a Sankt Leonhard im Pitztal in Tirolo.
L'unico sito conosciuto in Svizzera è una cava di gneiss nel comune di Arvigo, nel Canton Grigioni.
Altre località includono l'Antartide, l'Australia, la Cina, il Canada, la Colombia, la Repubblica Ceca, la Francia, l'Islanda, l'India, l'Italia, il Giappone, la Namibia, la Nuova Zelanda, la Polonia, la Romania, la Russia, la Svezia, la Spagna, l'Ucraina e gli Stati Uniti d'America (Stati Uniti).

## Forma in cui si presenta in natura
La babingtonite di solito sviluppa cristalli da tabulari a a colonne corte o aggregati minerali radiali di colore da marrone a nero con striature grigio-verdastre. Le superfici dei cristalli da opachi a debolmente traslucidi hanno una lucentezza simile al vetro. Con una durezza Mohs compresa tra 5,5 e 6, la babingtonite è uno dei minerali medio-duri che possono essere incisi con una lima d'acciaio, simile al minerale di riferimento ortoclasio (durezza 6).